# Propriété de la Sablière
La Sablière est une propriété située à Caluire-et-Cuire (quartier du clos Bissardon), dans la métropole de Lyon, en France. Didier Petit de Meurville y tint salon, faisant de sa maison un lieu de passage des plus célèbres légitimistes de son temps.

## Toponymie
Le nom la Sablière provient de la nature sablonneuse de la terre.

## Histoire

### XVIIesiècle
Les premières traces de cette propriété remontent au Moyen Âge avec les premières allées et une immense citerne voûtée située sous la maison de la Sablière.
L'historien Arthur Kleinclausz (tout comme Edmond Delaye) mentionne la propriété et affirme une origine aussi ancienne que celle de son quartier, le clos Bissardon :
« Dès le XVIIe siècle, l'échevin Jean Carette avait transformé une ancienne métairie en maison de plaisance, créant la région de la Carette ; il y avait aussi le clos Bissardon, la propriété de la Sablière. »
La famille Chalmette, marchands-bourgeois de Lyon, s'y installe dès la première moité du XVIIe siècle mais, très endetté, Jean Chalmette la vend en 1693 à Pierre de Bermond, comte de Puisserguier.

### XVIIIesiècle
Le comte de Puisserguier se sépare du domaine en 1715. C'est Joseph Arnaud, receveur général des Douanes qui en fait l'acquisition. Celui-ci meurt en 1730, laissant à sa jeune épouse, Magdelaine Sorbière la gestion de la propriété. Cette dernière se marie en secondes noces avec le comte Pierre du Soupat (chevalier de l'ordre militaire de Saint-Louis et capitaine au régiment de Piémont) qui meurt à son tour peu de temps après. En l'espace de quelques années, la veuve du Soupat est à la tête d'une grande fortune et de deux domaines dont la Sablière qui lui procure des rentes.
Celle-ci lègue par testament olographe sa maison à son neveu Jean-André Jacquier, officier de cavalerie qui s'en désintéresse. La Sablière est mise aux enchères en 1780 et passe entre les mains d'Antoine Moynier, important homme d’affaires.
Sous la Révolution, la propriété est mêlée aux événements de l'été 1793 pendant lesquels les troupes conventionnelles tenaient sous leur feu les Girondins disposés dans les marais de la Tête-d'Or. L'armée occupe alors les jardins de la Sablière.
Dès 1796, la Sablière appartient à Pierre Gayet, le célèbre brasseur qui tenait à agrandir ce qui sera l'Orangerie Gayet. Il apprit l'existence de la propriété par l'architecte Rater qui aménageait la nouvelle route de Bresse. Ces travaux obligeaient les propriétaires des balmes à les consolider par des murs de soutènement : aussi peut-on supposer que le grand mur de terrasse de la Sablière et son majestueux perron datent de la fin du XVIIIe siècle. Gayet ne la possédera guère longtemps car il la vendra le 6 janvier 1798 à Marie Humberte Dubreuil de Sainte-Croix, veuve Bataille de Mandelot (1753 -1822), comtesse de Hautepierre et de Neuville-en-Bresse et chanoinesse de cette localité.

### XIXesiècle
À partir de 1808, c'est la famille Petit de Meurville qui en sera propriétaire jusqu'en 1847, date à laquelle Didier Petit de Meurville en est exproprié à la suite de mauvaises affaires. Ce dernier est connu pour avoir été un des membres fondateurs et le premier secrétaire de l'Œuvre de la Propagation de la Foi en 1822. La partie en terrasse de la Sablière était le jardin de la propriété tandis que celle en balmes était plantée de vignes. La partie en balmes ne sera aménagée en jardin d'agrément qu'à partir des années 1950.
Didier Petit tenait salon à la Sablière et il y accueillait en 1845 Lacordaire dont il esquissa un portrait. La Sablière devint aussi le lieu de passage des grands carlistes d'Espagne en exil dans les années 1840 dont on peut relever plusieurs hôtes prestigieux : le général Cabrera en 1840 et plusieurs autres généraux, le général et ministre d'Espagne Juan de Zavala y de la Puente en 1846. Bien que française, la marquise de Digoine du Palais y fut invitée en 1840, ayant soutenu les carlistes d'Espagne. Ces généraux n'avaient que très peu de liberté en France car ils étaient surveillés par les autorités comme en témoigne la presse lyonnaise du XIXe siècle, très sévères sur ces derniers. Seuls les légitimistes français accueillaient ces carlistes et la Sablière faisait partie de ces lieux d'accueil.
En 1847, la Sablière est divisée en six lots, Didier Petit est exproprié. Antoine Jean Emmanuel Bouchacourt, chirurgien interne de l'Antiquaille, premier professeur d'obstétrique et président de l'association des médecins du Rhône, fait l'acquisition du sixième lot. Il était aussi un ami intime d'Ozanam avec lequel il fit le collège royal de Lyon. À cause des dettes de Didier Petit, il vendit la Sablière en 1849 à monsieur Jean-Barthélémy Chazottier (1804-1891). Celui-ci était un négociant qui fit fortune dans la fabrication et le commerce du velours de soierie de Lyon .
Il réaménagea de manière importante la Sablière, les travaux étant supervisés pour la plupart par les architectes Farfouillon puis Girard : il construisit dans le jardin une grande tonnelle le long de l'ancienne impasse de la Sablière dans les années 1850, un pavillon en 1856, une serre en 1857, une orangerie en 1855, une volière en 1872 et il traça quelques allées supplémentaires. En 1857, il fit construire un bassin devant sa maison, lequel sera démantelé par sa fille, dans les années 1890. Il remanie aussi les intérieurs de sa maison qui datait de 1840 environ. À partir de 1852, il projeta d'agrandir sa propriété côté sud : il profita de la vente de parcelles du Clos Bissardon pour faire l'acquisition d'une bande de terrain en pente pour y faire construire à son sommet en 1866 une maison surmontée d'un atelier de peinture (maison du 14 rue de l'orangerie) pour son gendre Jules Micol, peintre de l'école des beaux-arts de Lyon. Le plus gros de ses apports fut la construction de canaux, de réservoirs d'eaux et de murs de soutènement considérables afin de contenir les eaux pluviales qui faisaient ébouler la balme sablonneuse lors de grandes pluies. Ce fut non sans peine avec les nombreux désaccords et procès qu'il eut avec ses voisins.

### XXesiècle

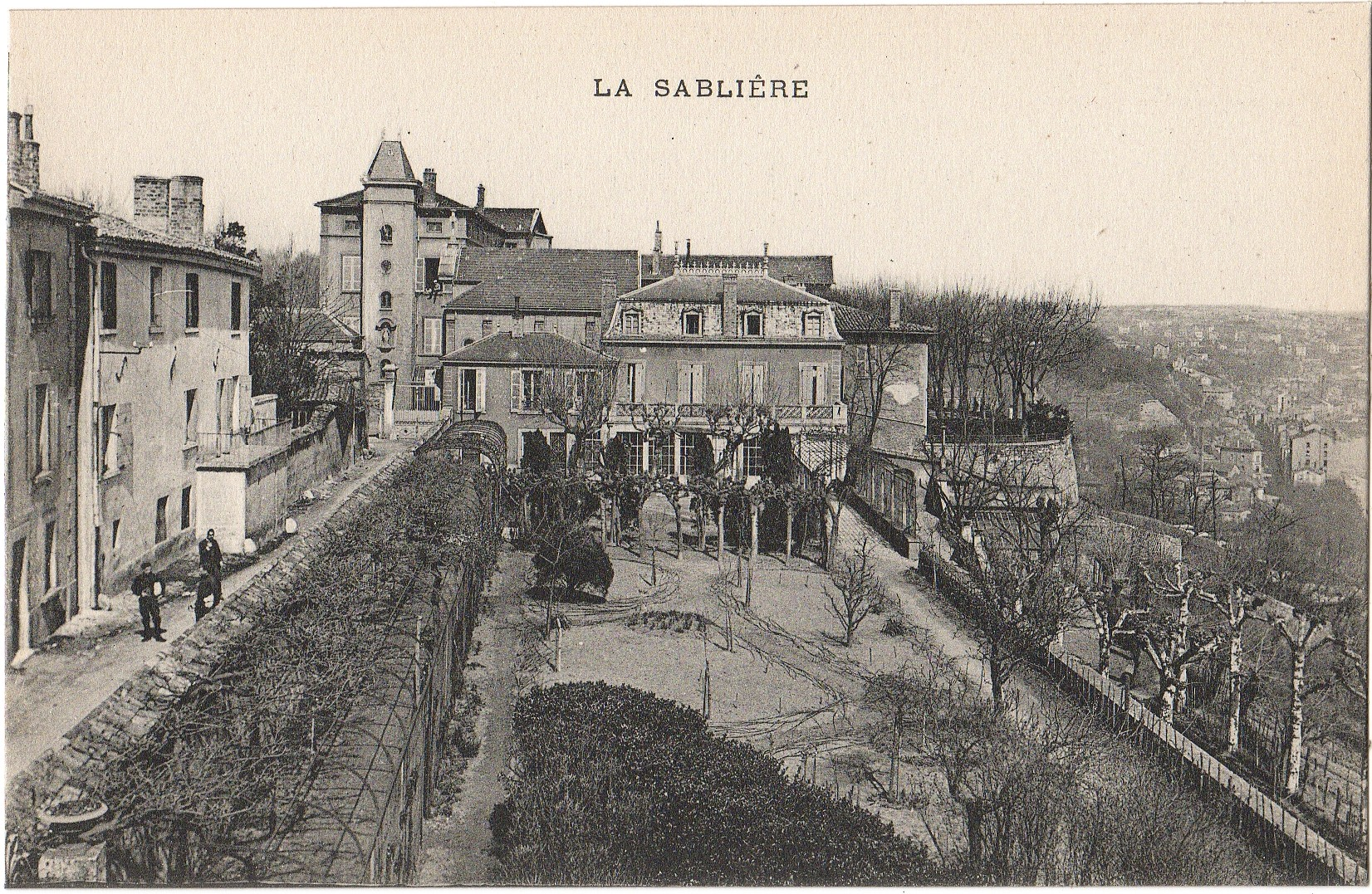
La Sablière vers 1910.

Des personnalités comme Marcel Gimond, Louis Pize, Charles Forot, Louis Jasseron, René Benjamin, Luc Barbier et tant d'autres furent reçus à la Sablière dans la première moitié du XXe siècle.

### XXIesiècle
En 2023, le peintre lyonnais Jean Fusaro, cofondateur du mouvement sanziste, réalisa à la demande de l'historien Maxime Dehan une série de dessins et un tableau (à partir de l'un des dessins) des jardins et de la maison de la Sablière à Caluire et Cuire.
La propriété ouvre régulièrement à l'occasion des Journées européennes du patrimoine et des Rendez-vous aux jardins.